# 말레이시아의 주와 연방 직할구

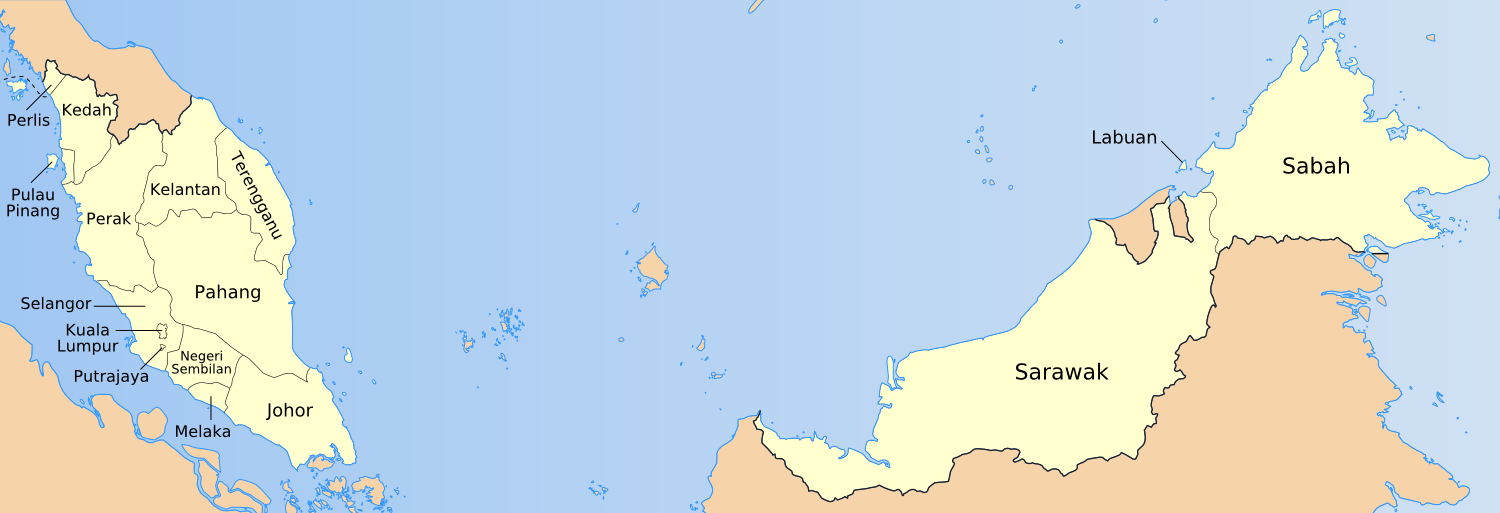
말레이시아의 주와 연방 직할구

말레이시아의 최상위 행정 구역은 13개의 주와 3개의 연방 직할구로 되어 있다.

## 주
말레이 반도에 11개의 주가 있으며, 보르네오섬에 2개의 주가 있다.

### 말레이 반도
- 조호르주(Johor)
- 크다주(Kedah)
- 클란탄주(Kelantan)
- 믈라카주(Melaka)
- 느그리슴빌란주(Negeri Sembilan)
- 파항주(Pahang)
- 페락주(Perak)
- 프를리스주(Perlis)
- 피낭주(Pulau Pinang)
- 슬랑오르주(Selangor)
- 트렝가누주(Terengganu)

### 보르네오섬
- 사바주(Sabah)
- 사라왁주(Sarawak)

## 연방 직할구
- 쿠알라룸푸르 - 수도
- 라부안
- 푸트라자야 - 행정 중심 도시